# Sainte-Marguerite-d'Elle
Pour les articles homonymes, voir Sainte-Marguerite.
« Baynes » redirige ici. Pour les autres significations, voir Baynes (homonymie).
Sainte-Marguerite-d'Elle est une commune française, située dans le département du Calvados en région Normandie, peuplée de 755 habitants.

## Géographie

### Localisation
Sainte-Marguerite-d'Elle est limitrophe de :
- Moon-sur-Elle à l'ouest ;
- Lison au nord-ouest ;
- Cartigny-l'Épinay au nord ;
- La Folie au nord-est (sur une courte distance) ;
- Saint-Martin-de-Blagny au nord-est ;
- Tournières à l'est ;
- Cerisy-la-Forêt au sud-est ;
- Saint-Jean-de-Savigny au sud ;
- Saint-Clair-sur-Elle au sud-ouest (sur une très courte distance).

### Voies de communication
La commune est desservie par la route départementale 6 allant vers Saint-Lô, la D 211 vers Isigny-sur-Mer et la D 15 vers Le Molay-Littry.
Elle est également desservie par la ligne ferroviaire de Paris à Cherbourg grâce à la gare de Lison qui est limitrophe.

### Lieux-dits
- Balençon ;
- Baynes ;
- la Blanchinière ;
- le Bourg ;
- le Vieux Courty ;
- la Commune ;
- la Fotelaie ;
- la Haye-Piquenot ;
- le Moulin l'Évêque ;
- le Pont de la Pierre ;
- Quartier de la gare ;
- le Rachinet ;
- La rue de l'Église anciennement Cour des Quatre-Nations ;
- les Vignettes ;
- le Long Vey.

### Hydrographie
La commune est située dans le bassin Seine-Normandie. Elle est drainée par l'Elle, le Rieu, l'Esque, le ruisseau du London, le Rieu, le Croc et le ruisseau de la Mare au Pre,,.
L'Elle, d'une longueur de 32 km, prend sa source dans la commune de Saint-Germain-d'Elle et se jette  dans la Vire à Isigny-sur-Mer, après avoir traversé onze communes. Les caractéristiques hydrologiques du Rongeant sont données par la station hydrologique située sur la commune de Saint-Jean-de-Savigny. Le débit moyen mensuel est de 0,683 m3/s. Le débit moyen journalier maximum est de 7,85 m3/s, atteint lors de la crue du 26 décembre 1999. Le débit instantané maximal est quant à lui de 10 m3/s, atteint le 19 janvier 1995.
Le Rieu, d'une longueur de 12 km, prend sa source dans la commune  et se jette  dans l'Elle à Airel, après avoir traversé cinq communes. 
L'Esque, d'une longueur de 21 km, prend sa source dans la commune de Cerisy-la-Forêt et se jette  dans l'Aure à Colombières, après avoir traversé douze communes. 

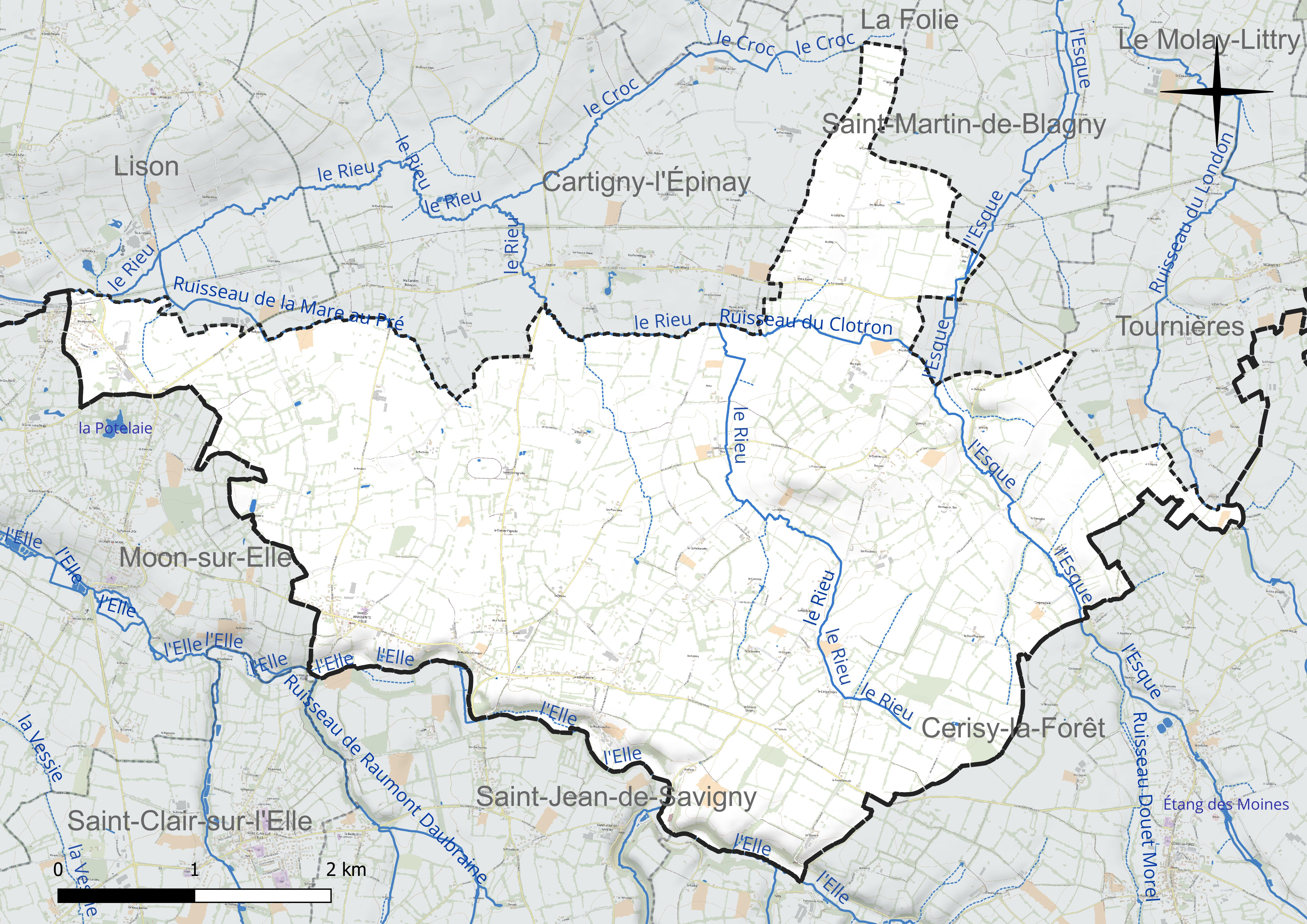
Réseau hydrographique de Sainte-Marguerite-d'Elle.

### Climat
Pour des articles plus généraux, voir Climat de la Normandie et Climat du Calvados.
En 2010, le climat de la commune est de type climat océanique franc, selon une étude du CNRS s'appuyant sur une série de données couvrant la période 1971-2000. En 2020, Météo-France publie une typologie des climats de la France métropolitaine dans laquelle la commune est exposée à un climat océanique et est dans la région climatique  Normandie (Cotentin, Orne), caractérisée par une pluviométrie relativement élevée (850 mm/a) et un été frais (15,5 °C) et venté. Parallèlement le GIEC normand, un groupe régional d'experts sur le climat, différencie quant à lui, dans une étude de 2020, trois grands types de climats pour la région Normandie, nuancés à une échelle plus fine par les facteurs géographiques locaux. La commune est, selon ce zonage, exposée à un « climat maritime », correspondant au Cotentin et à l'ouest du département de la Manche, frais, humide et pluvieux, où les contrastes pluviométrique et thermique sont parfois très prononcés en quelques kilomètres quand le relief est marqué.
Pour la période 1971-2000, la température annuelle moyenne est de 10,8 °C, avec  une amplitude thermique annuelle de 11,1 °C. Le cumul annuel moyen de précipitations est de 840 mm, avec 13,9 jours de précipitations en janvier et 7,2 jours en juillet. Pour la période 1991-2020, la température moyenne annuelle observée sur la station météorologique la plus proche, située sur la commune de Balleroy-sur-Drôme à 14 km à vol d'oiseau, est de 11,2 °C et le cumul annuel moyen de précipitations est de 924,3 mm,. Pour l'avenir, les paramètres climatiques de la commune estimés pour 2050 selon différents scénarios d'émission de gaz à effet de serre sont consultables sur un site dédié publié par Météo-France en novembre 2022.

## Urbanisme

### Typologie
Au 1er janvier 2024, Sainte-Marguerite-d'Elle est catégorisée commune rurale à habitat dispersé, selon la nouvelle grille communale de densité à 7 niveaux définie par l'Insee en 2022.
Elle est située hors unité urbaine et hors attraction des villes,.

### Occupation des sols
L'occupation des sols de la commune, telle qu'elle ressort de la base de données européenne d'occupation biophysique des sols Corine Land Cover (CLC), est marquée par l'importance des territoires agricoles (96,2 % en 2018), en diminution par rapport à 1990 (97,2 %). La répartition détaillée en 2018 est la suivante : 
prairies (83,1 %), terres arables (13,1 %), zones urbanisées (3,8 %). L'évolution de l'occupation des sols de la commune et de ses infrastructures peut être observée sur les différentes représentations cartographiques du territoire : la carte de Cassini (XVIIIe siècle), la carte d'état-major (1820-1866) et les cartes ou photos aériennes de l'IGN pour la période actuelle (1950 à aujourd'hui).

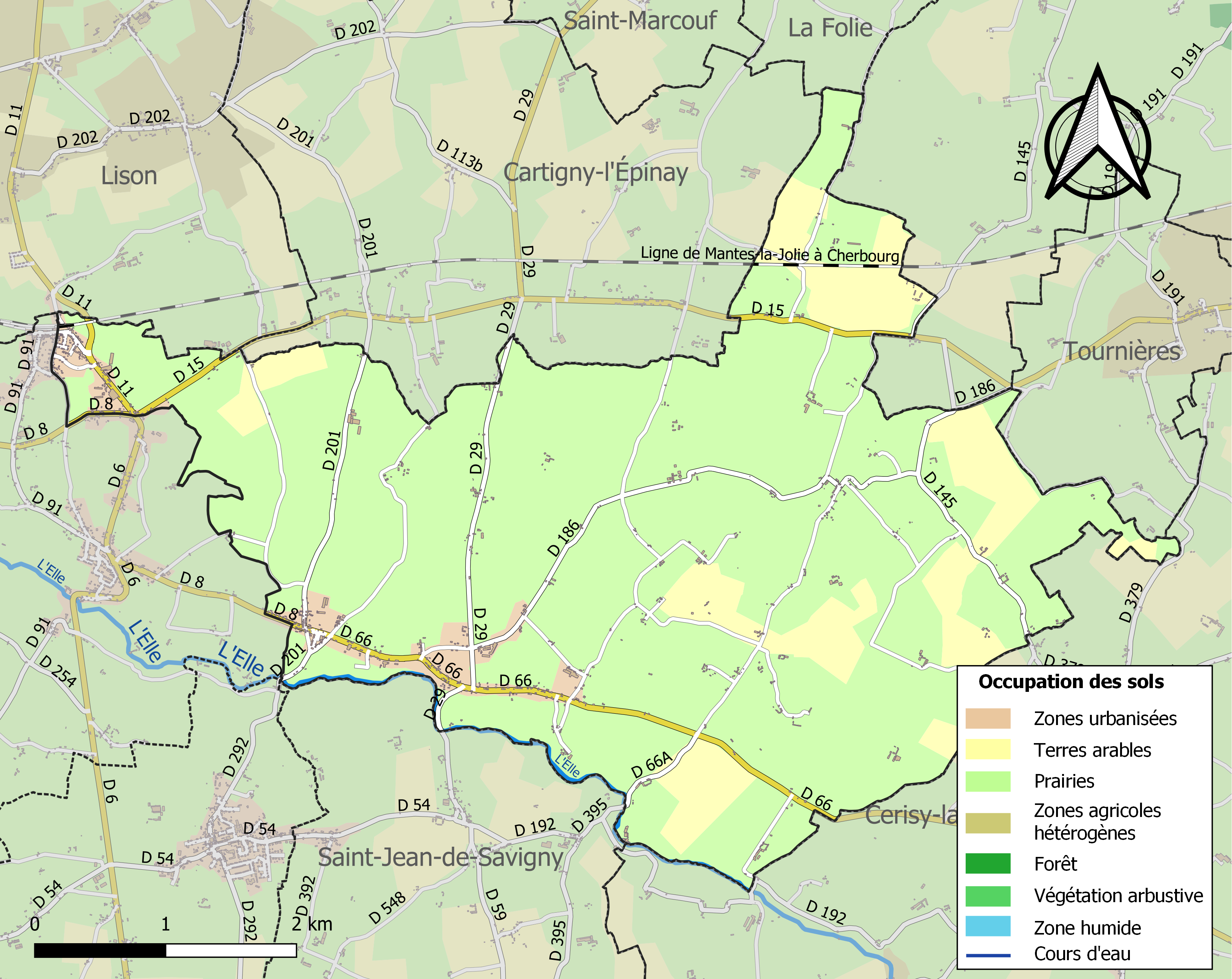
Carte des infrastructures et de l'occupation des sols de la commune en 2018 (CLC).

### Vue d'ensemble
Le tissu de la commune est assez lâche. On trouve plusieurs noyaux habités séparés par des distances importantes, pouvant facilement atteindre le kilomètre, ces espaces étant occupés par des terrains d'exploitation agricole. Les noyaux principaux se situent au bourg et à Baynes, les autres consistant en des maisons bâties le long des routes.

### Constructions traditionnelles
La maison traditionnelle existe en deux déclinaisons compatibles entre elles, car les genres peuvent se mélanger.
- La maison bâtie en pierre : la pierre est assez rouge et présentée sous la forme de moellons plus ou moins aplatis. L'église du bourg est un bon exemple de ce genre de construction.
- La maison en argile, reprenant la technique du torchis. La base reste cependant en pierre. La brique et la tuile peuvent compléter l'édifice.

### L'immobilier aujourd'hui
La cité de l'Europe est le premier exemple de véritable urbanisme (social) à Sainte-Marguerite-d'Elle, se présentant sous la forme de maisons individuelles construites en parpaings ou béton. Depuis les années 2000, la destination des parcelles de terrain change progressivement : les pièces de terre à proximité du bourg sont vendues non plus à but d'exploitations agricoles, mais à but de construction, les pavillons modernes se faisant de plus en plus nombreux. Par ailleurs, des logements sociaux ont été bâtis dans le quartier de la gare.

## Toponymie
Cartigny-Tesson en 1826, puis Sainte-Marguerite-d'Elle en 1846.
Le nom de la commune provient d'une part du nom de la paroisse et d'autre part de la proximité de la rivière Elle pour la différencier des communes autrement homonymes.

## Histoire
Pour mieux comprendre l'histoire, il est plus judicieux de séparer Sainte-Marguerite-d'Elle du hameau de Baynes, ancienne commune.
•Sainte-Marguerite-d'Elle: Issues du partage de deux anciennes communes (Cartigny et L'Épinay-Tesson), les communes de Cartigny-Tesson et Cartigny-l'Épinay furent créées en 1826. En 1846, Cartigny-Tesson change de nom pour prendre le nom de sa paroisse en y ajoutant le nom de la Rivière "Elle"(Sainte-Marguerite-d'Elle).
•Baynes: De 1790 à 1802, Baynes a été chef lieu d'un canton. En 1831, Baynes fusionne avec Notre-Dame-de-Blagny, la Haye-Piquenot et saint Laurent-du-Rieu pour former une nouvelle commune. Les églises de ces anciennes paroisses furent détruites (l'église de Saint-Laurent-du-Rieu fut vendu pendant la révolution) pour en construire une nouvelle (église Saint Martin) au centre de la commune.
•En 1965, Sainte-Marguerite-d'Elle absorbe la commune de Baynes.

## Politique et administration

### Liste des maires
| Période                                  | Période    | Identité            | Étiquette | Qualité            |
| ---------------------------------------- | ---------- | ------------------- | --------- | ------------------ |
| Les données manquantes sont à compléter. |            |                     |           |                    |
|                                          |            | Aymar Lefrançois    |           |                    |
|                                          |            | Maurice le François |           |                    |
|                                          |            | André Barnage       |           |                    |
|                                          |            | Ruffin Giard        |           |                    |
|                                          |            | Bernard Desmeules   |           |                    |
| 1995                                     | avril 2014 | André Levillain     | SE        |                    |
| avril 2014                               | mai 2018   | Joël Lepage         | SE        | Chef d'entreprise  |
| juin 2018                                | En cours   | Érick Dorand        | SE        | Chauffeur raboteur |

### Services administratifs
- Hôtel de ville.
- Bureau de poste.

### Jumelages
- Ilsington (Royaume-Uni) depuis 1982.
- Hörste (de) (Allemagne) depuis 1984 à 888 km.

## Population et société

### Démographie
L'évolution du nombre d'habitants est connue à travers les recensements de la population effectués dans la commune depuis 1793. Pour les communes de moins de 10 000 habitants, une enquête de recensement portant sur toute la population est réalisée tous les cinq ans, les populations de référence des années intermédiaires étant quant à elles estimées par interpolation ou extrapolation. Pour la commune, le premier recensement exhaustif entrant dans le cadre du nouveau dispositif a été réalisé en 2006.
En 2022, la commune comptait 755 habitants, en évolution de −1,82 % par rapport à 2016 (Calvados : +1,58 %, France hors Mayotte : +2,11 %).
| 1793 | 1800 | 1806 | 1821 | 1831 | 1836 | 1841 | 1846 | 1851 |
| ---- | ---- | ---- | ---- | ---- | ---- | ---- | ---- | ---- |
| 325  | 257  | 425  | 219  | 720  | 744  | 221  | 222  | 750  |

| 1856 | 1861 | 1866 | 1872 | 1876 | 1881 | 1886 | 1891 | 1896 |
| ---- | ---- | ---- | ---- | ---- | ---- | ---- | ---- | ---- |
| 715  | 734  | 760  | 734  | 711  | 704  | 654  | 645  | 638  |

| 1901 | 1906 | 1911 | 1921 | 1926 | 1931 | 1936 | 1946 | 1954 |
| ---- | ---- | ---- | ---- | ---- | ---- | ---- | ---- | ---- |
| 609  | 603  | 697  | 654  | 682  | 636  | 598  | 614  | 586  |

| 1962 | 1968 | 1975 | 1982 | 1990 | 1999 | 2006 | 2011 | 2016 |
| ---- | ---- | ---- | ---- | ---- | ---- | ---- | ---- | ---- |
| 730  | 890  | 831  | 760  | 758  | 743  | 756  | 757  | 769  |

| 2021 | 2022 | - | - | - | - | - | - | - |
| ---- | ---- | - | - | - | - | - | - | - |
| 763  | 755  | - | - | - | - | - | - | - |

| 1793 | 1800 | 1806 | 1821 | 1831 | 1836 | 1841 |
| ---- | ---- | ---- | ---- | ---- | ---- | ---- |
| 225  | 195  | 218  | 151  | 125  | 527  | 488  |

| 1846 | 1851 | 1856 | 1861 | 1866 | 1872 | 1876 |
| ---- | ---- | ---- | ---- | ---- | ---- | ---- |
| 490  | 491  | 457  | 453  | 424  | 422  | 447  |

| 1881 | 1886 | 1891 | 1896 | 1901 | 1906 | 1911 |
| ---- | ---- | ---- | ---- | ---- | ---- | ---- |
| 424  | 390  | 383  | 349  | 343  | 341  | 350  |

| 1921 | 1926 | 1931 | 1936 | 1946 | 1954 | 1962 |
| ---- | ---- | ---- | ---- | ---- | ---- | ---- |
| 282  | 294  | 272  | 300  | 338  | 280  | 239  |

| 1793 | 1800 | 1806 | 1821 | 1831 |
| ---- | ---- | ---- | ---- | ---- |
| 123  | 99   | 122  | 108  | 126  |

| 1793 | 1800 | 1806 | 1821 | 1831 |
| ---- | ---- | ---- | ---- | ---- |
| 147  | 135  | 183  | 171  | 160  |

| 1793 | 1800 | 1806 | 1821 | 1831 |
| ---- | ---- | ---- | ---- | ---- |
| 51   | 71   | 75   | 46   | 51   |

### Enseignement
- Écoles primaires : une dans le bourg et le groupe inter-communal dans le quartier de la gare.

## Économie
La commune se situe dans la zone géographique des appellations d'origine protégée (AOP) Beurre d'Isigny et Crème d'Isigny.

### Centres commerciaux et industries
- La laiterie Gervais (fermée depuis son transfert au Molay-Littry).
- Usine Isicrem (c'est là qu'étaient fabriqués les Caramels d'Isigny), rachetée ensuite par Mali, puis par Agrolis toujours en activité.
- Entreprise Plastoy-Pixi (jouets et figurines en plastique).
- Une quincaillerie.
- Une tuilerie (détruite lors des bombardements de la Seconde Guerre mondiale).

## Culture locale et patrimoine

### Lieux et monuments
- L'église Sainte-Marguerite est située dans le bourg, au sud-ouest de son territoire. Jusqu'en janvier 1826, cette église n'était qu'une chapelle dépendant de l'ancienne commune de Cartigny. Elle devient église paroissiale à la suite de l'ordonnance du 6 janvier 1826.
- La chapelle Notre-Dame-de-la-Route, à la périphérie de la commune, consacrée le 23 novembre 1953 et bâtie grâce au dévouement de l'abbé Villain (curé de la commune de 1943 à 1954) qui organisa des kermesses, vendit des papiers et des chiffons pour récolter des fonds et aux cotisations des fidèles. Elle remplaça une chapelle en bois et tôles construite par les troupes américaines après le Débarquement en 1944.
- la chapelle Saint-Hubert du Prey. Ancienne chapelle du XVIIe siècle abandonnée sur un coteau verdoyant près de l'Elle. Avant 1826, elle était située dans l'enclave de l'ancienne commune de L'Épinay-Tesson.
- L'église Saint-Martin de Baynes (XIXe siècle).
- Le manoir de la Rivière, au hameau de Baynes, dont le logis et la porte d'entrée sont classés au titre des Monuments historiques depuis le 14 février 1933[35].

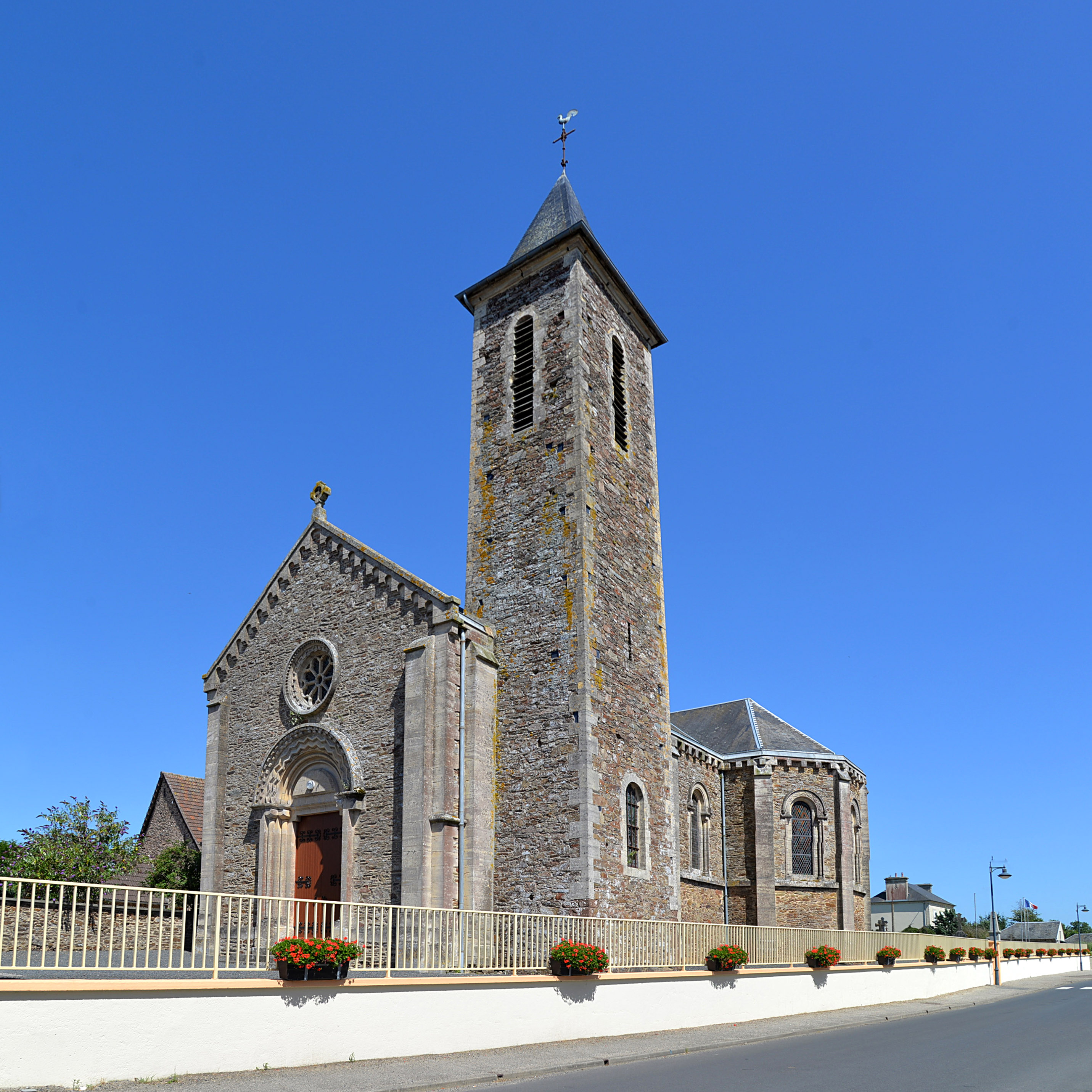
L'église Sainte-Marguerite dans le bourg.
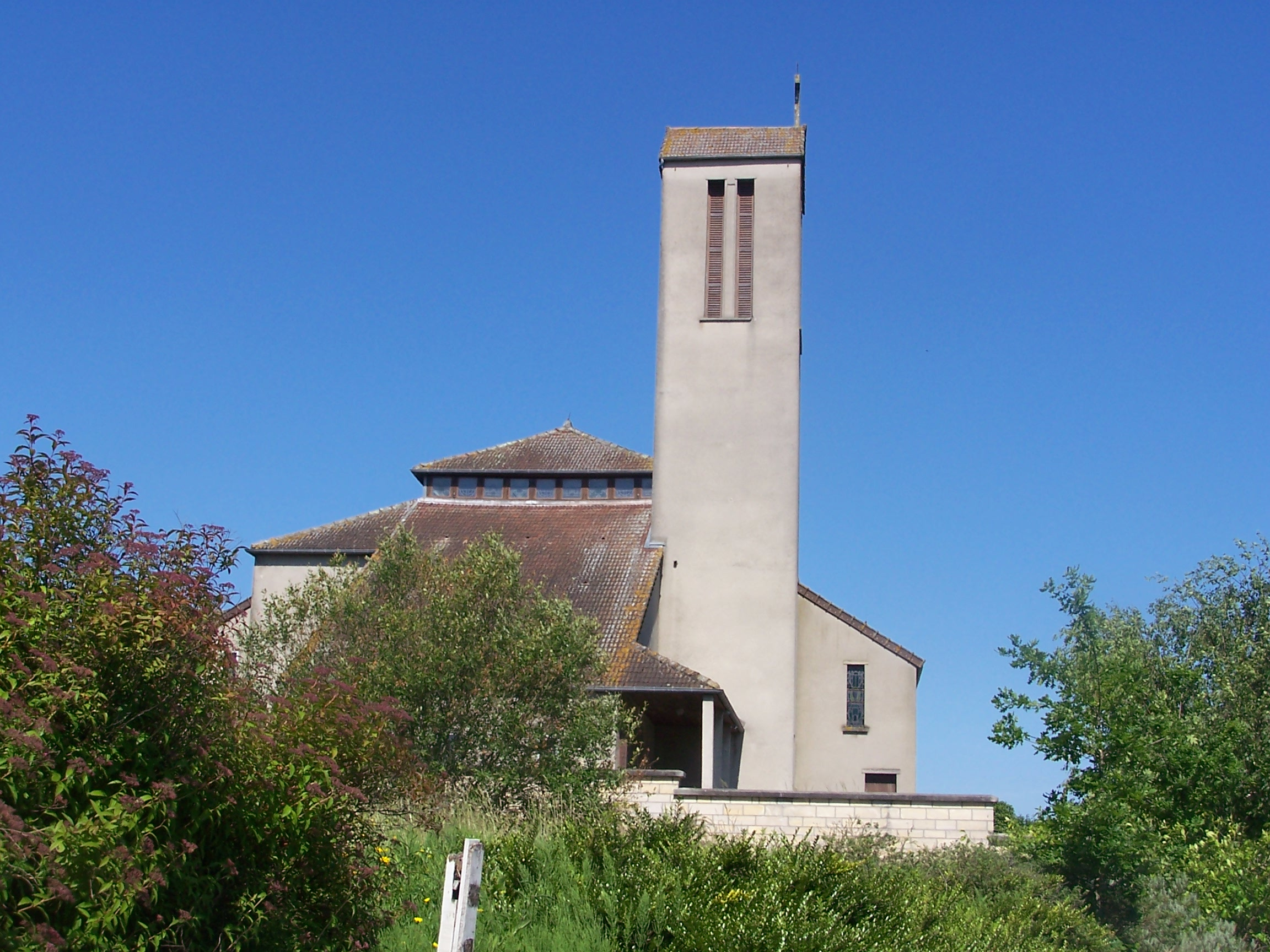
La chapelle Notre-Dame-de-la-Route près de la gare.
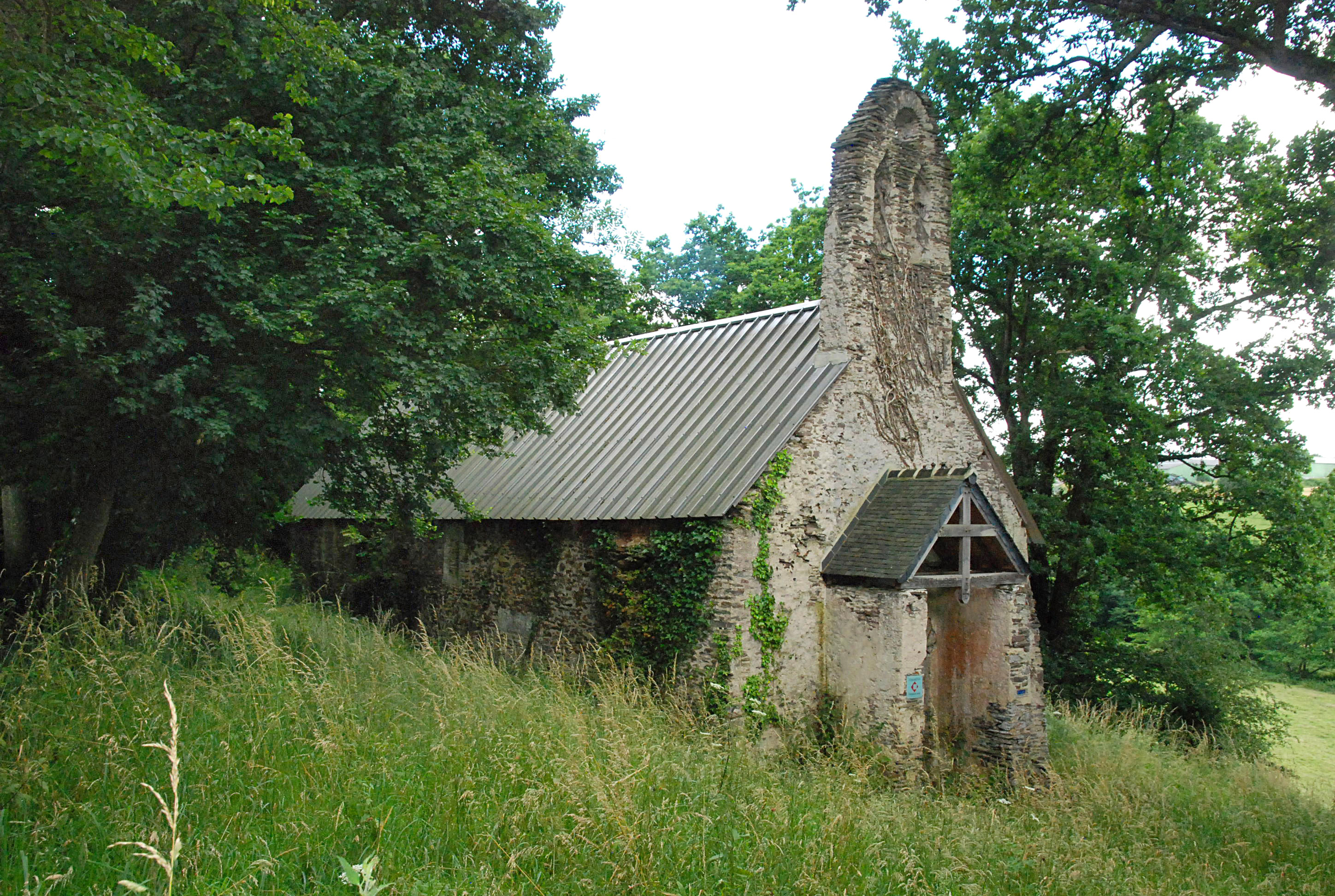
La chapelle Saint-Hubert du Prey à La Trouerie.
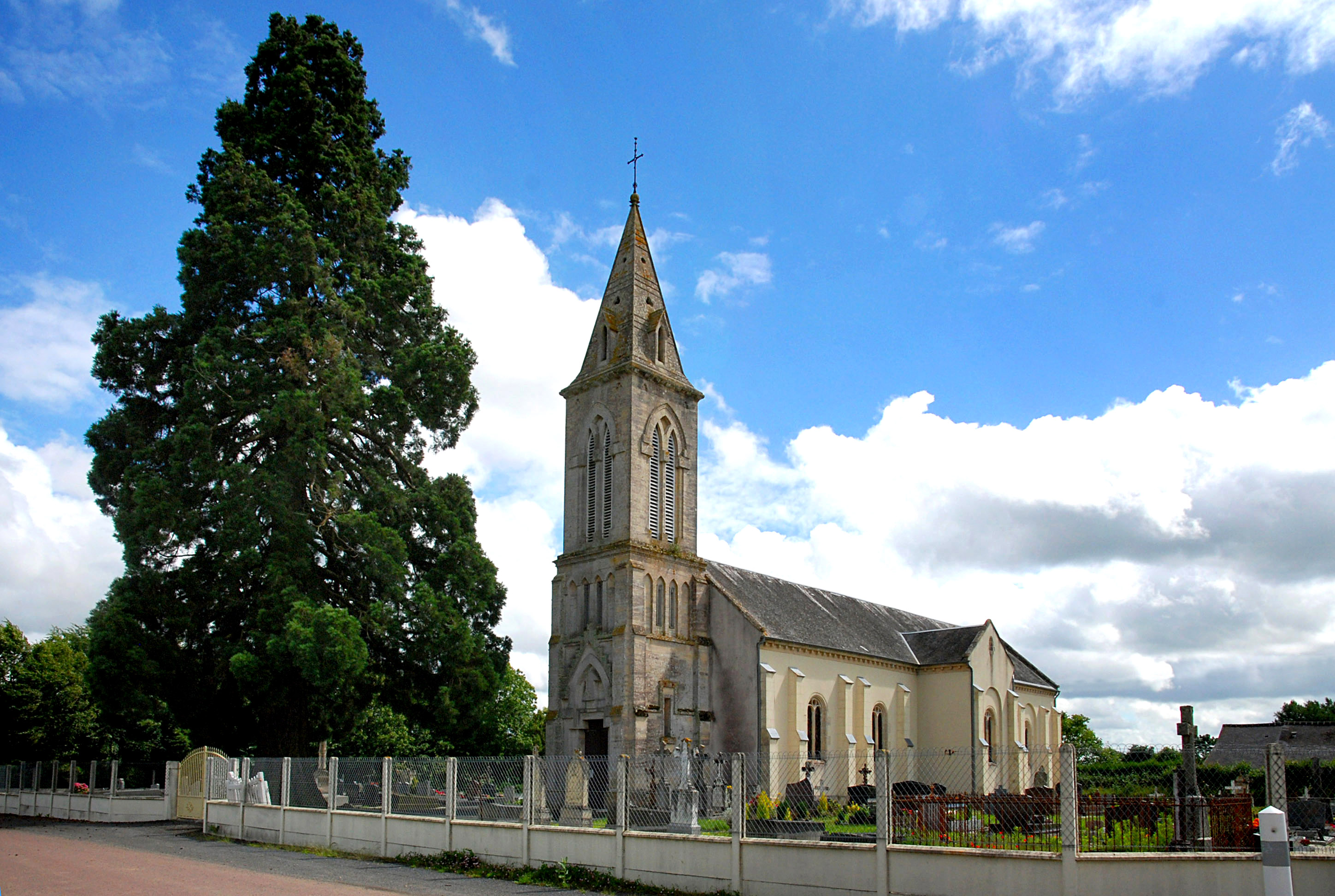
L'église Saint-Martin de Braynes.

### Équipements culturels
- Un cinéma construit grâce à l'abbé Villain, aujourd'hui[Quand ?] fermé.

### Personnalités liées à la commune
- Jean-François Leroy (1759 à Baynes -1831), homme politique.
- Georges Hippolyte Le Sénécal (1767-1836 à Baynes), général des armées de la République et de l'Empire.
- Victor Duchemin (1844 à Sainte-Marguerite-d'Elle - 1887), archiviste départemental de la Mayenne puis de la Sarthe.